# Avesta Tidning
Avesta Tidning är en morgontidning i södra Dalarna som utkommer tre dagar i veckan, måndag, onsdag och fredag. Titeln för tidningen var Avesta Tidning till 1951 då den blev Avesta Tidning / Avesta Posten. 1984 återgick tidningen till att heta Avesta Tidning. Tidningen startade med ett provnummer den 25 november 1882. 

## Senaste ägare och redaktör
Tidningen ägs av Bonnier News Local. Den var tidigare "systertidning" till Bärgslagsbladet/Arboga Tidning, Sala Allehanda och Fagersta-Posten, som gick under samlingsbeteckningen Ingress-tidningarna (under åren 1995-2008 gavs de fem Ingress-titlarna ut i ett eget bolag, Ingress Media AB).
Ansvarig utgivare är chefredaktör Björn Häger.

## Historik
Avesta Tidnings första regelbundna nummer utgavs den 1 december 1882.
Den 1 november 1951 slogs tidningen ihop med Avesta-Posten och gavs därefter ut under namnet Avesta Tidning-Avesta-Posten.
Avesta-Posten ingick i ett bolag med Sala Allehanda och Fagersta-Posten. År 1981 såldes dessa tre tidningar till VLT AB som sedan tidigare ägde Bärgslagsbladet/Arboga Tidning. Dessa fem landsortstidningar i Västmanland och södra Dalarna samordnades 1995 i bolaget Ingress Media AB.
År 2007 gick VLT-koncernen ihop med Liberala Tidningar (Nerikes Allehanda) och bildade Liberala Tidningar i Mellansverige med den publicistiska verksamheten (inklusive Avesta Tidning) förlagd till Promedia. Efter uppdelning av Liberala Tidningar köptes Promedia år 2015 av Mittmedia.
En följd av köpet var att Avesta Tidning skiljdes från de övriga Ingress-tidningarna och i stället lades organisatoriskt under Dalarnas Tidningar. Till skillnad från övriga DT-tidningar hade dock Avesta Tidning fortfarande en egen webbplats. Tidningen fick då en oberoende liberal ledarsida med först Jens Runnberg och sedan Gabriel Ehrling Perers som politisk redaktör. Han efterträddes hösten 2019 av Emma Høen Bustos.  Sedan sommaren 2020 är Gustav Ericsson politisk redaktör.
Hösten 2019, efter att Mittmedia köpts av Bonnier News och norska Amedia, blev Avesta Tidning åter en självständig titel med egen chefredaktör och ansvarig utgivare i Gabriel Ehrling Perers. Avesta Tidning återlanserades med ett 80-sidor tjockt "nystartsnummer" 11 oktober 2019. År 2021 gick Tidningsutgivarnas utmärkelse Årets redaktion till Avesta Tidning: ”För att ha visat vägen för lokalmedier genom att sätta ortens läsare i centrum, med relevanta granskningar, fördjupningar och berörande lokal nyhetsrapportering.”
Redaktionen består i dag av fem journalister och tidningens annonsavdelning består av en säljare.

## Redaktion
Redaktionsort  för tidningen har hela tiden varit Avesta.
Ansvarig utgivare och redaktör för tidningen.
| Period                 | Ansvarig utgivare               | Titel                  | Period                 | Redaktör                    |
| 1889-02-09--1901-04-17 | Ågren, Julius Fredrik           | redaktören             | 1900-01-02--1901-04-16 | Ågren, J. F.                |
| 1901-04-18--1922-02-26 | Söderholm, Per August           | redaktionssekreteraren | 1901-04-19--1922-02-16 | Söderholm, Aug.             |
| 1922-02-27--1929-12-15 | Leonardh, Ernst Sigfrid Hansson | redaktionssekreteraren | 1922-02-18--1922-03-04 | Ingen uppgift               |
| 1929-12-16--1932-09-20 | Sylwan, Frans Johan Georg       | redaktören             | 1922-03-07--1929-12-17 | Leonardh, Ernst             |
| 1932-09-21--1938-03-03 | Ekbom, Emil Johan               | rådmannen              | 1929-12-19--1932-08-30 | Sylwan, Georg               |
| 1938-03-04--1964-11-28 | Lindén, Karl Alfred             | redaktören             | 1932-09-01--1964-11-28 | Lindén, Alfred              |
| 1964-12-01--1975-12-30 | Söderholm, Christer             |                        | 1964-12-01--1984-03-31 | Nilsson, Kurt chef red      |
| 1976-01-03--1984-03-31 | Nilsson, Kurt                   |                        | 1984-04-03--1991-10-31 | Dahlqvist, Ingvar huv red   |
| 1984-04-03--1991-11-05 | Dahlqvist, Ingvar               |                        | 1991-11-05--1997-08-16 | Karlsson, Kent huv red      |
| 1991-11-05--1999-04-03 | Karlsson, Kent                  |                        | 1997-08-19--1999-04-03 | Karlsson, Kent              |
| 1999-04-07--2009-06-01 | Lundberg, Göran                 |                        | 1999-04-07--2000-02-28 | Eriksson, Jan-Erik redchef  |
| 2009-06-03--2012-08-31 | Larsson, Bengt                  |                        | 2000-03-01--2006-01-13 | Eriksson, Jan-Erik          |
| 2012-09-01--2016-01-29 | Kimsjö, Thelma                  |                        | 2006-01-16--2006-05-05 | Wohlfart, Lars              |
| 2016-02-01--2016-02-01 | Glännström, Emma                |                        | 2006-05-08--2006-09-11 | Eriksson, Jan-Erik          |
| 2016-02-03--2016-05-31 | Nordström, Daniel               |                        | 2006-09-13--2012-11-28 | Wohlfart, Lars redchef      |
| 2016-06-01--2018-05-23 | Bergman, Carl-Johan             |                        | 2012-11-30--2016-01-29 | Kimsjö, Thel tidningschefma |
| 2018-05-25--2018-06-25 | Nyholm, Erik                    | tf                     | 2016-02-01--2016-05-31 | Nordström, Daniel           |
| 2018-06-27--2019-11-27 | Nyman, Helena                   |                        | 2016-06-01--2018-06-25 | Bergman, Carl-Johan         |
| 2019-11-29--2021-09-30 | Ehrling-Perers, Gabriel         |                        | 2018-06-27--2019-09-04 | Nyman, Helena               |
| 2021-10-01             | Björn Häger                     |                        | 2019-09-06-2021-09-30  | Ehrling-Perers, Gabriel     |

Utgivningsfrekvensen för tidningen var 2 nummer per vecka tisdag och fredag till 1902 sedan tre nummer först tisdag, torsdag och lördag men från 1998 måndag, onsdag och fredag. 1915 blev tidningen förmiddagstidning och ren morgontidning 1931. Edition trycktes i Avesta 1882-1906. Tidningen har varit närstående tidning till Västmanlands Läns Tidning. Periodiska bilagor till tidningen har mestadels bestått av TV bilaga men medinslag av kultur och nöje. Politisk tendens har mestadels varit liberal men 1939 till 1947 benämnde tidningen sig neutral. 1948 till 1971 var tidningen oberoende med utelämnat liberal och från 1972 kallar tidningen sig politiskt obunden. Litteratur till tidningen historia är Avesta tidning 1942-11-14 och 1957-12-05  två jubileumsnummer av tidningen.

## Tryckning, upplaga och pris
Förlaget för tidningen hette Ågren & Holmbergs boktryckeri i Sala till 30 september 1995. 12 oktober 1995 till 31 december 2010 var Ingress Media aktiebolag i Sala förläggare. Från 3 januari hette bolaget Tidningsbolaget Promedia i Mellansverige med säte i Västerås. 9 december 2016 tog Mittmedia AB i Gävle över till 1 januari 2021 då Bonnier News local i Gävle tog över.
Tryckeri hette till 1992 Ågren & Holmbergs boktryckeri i Sala. 1992-2006 trycktes tidningen i Västerås av VLT-press, och från 2006 till 2019 av V-TAB också i Västerås och sedan 2019 trycker MittMedia Print i Falun tidningen. Tryckeriutrustning var från 1927 en duplex rotationspress och är sedan 1969 offset. Typsnitt har varit antikva från starten. Tidningen trycktes med två färger från 1959 och sedan 1 januari 1991 i fyrfärg. Utgivningsuppehåll 1909 under storstrejksåret då tidningen 18-29 augusti kom ut som stencilerade blad. Under tvåmånader 1919 kom inte tidningen ut.
Upplaga var i början av 1900-talet 2000 exemplar. Den ökade till 6 100 1920 men föll sedan till minimum 4 400 1941. Sedan ökade upplagan till 1991 då den var som störst lite drygt 10 000 exemplar- Sen har den fallit och 2020 noterades bara 3600 i upplaga. Annonsomfattning av tidningen är omfattande och ligger på över 40 % nu men har varit över 60 % 2015. Satsyta var stor till 1984 då formatet blev som en tabloid. Sidantal var 4 sidor till 1927 och låg sedan på 8 sidor till 1955. 1985 nådde det över 30 sidor och har legat mellan 32 och 64 sedan dess mestadels med 56 sidor som maximal tjocklek.
Priset för en tidningsprenumeration var i början 3 kronor och hade vid andra världskriget slut bara stigit till 10 kronor. 100 kronor passerades 1974 och 1000 kr 2003. 2015 kostade tidningen över 2000 kronor och idag 2021 är  priset 2868 kronor inklusive allt digitalt material. 2018 hade tidningen en underlig prissättnong då tidningen inklusive digitalt material kostade hela 4212 kr men den prissättningen fick tidningen korrigera året efter.